# Lazzaro Mongiardini

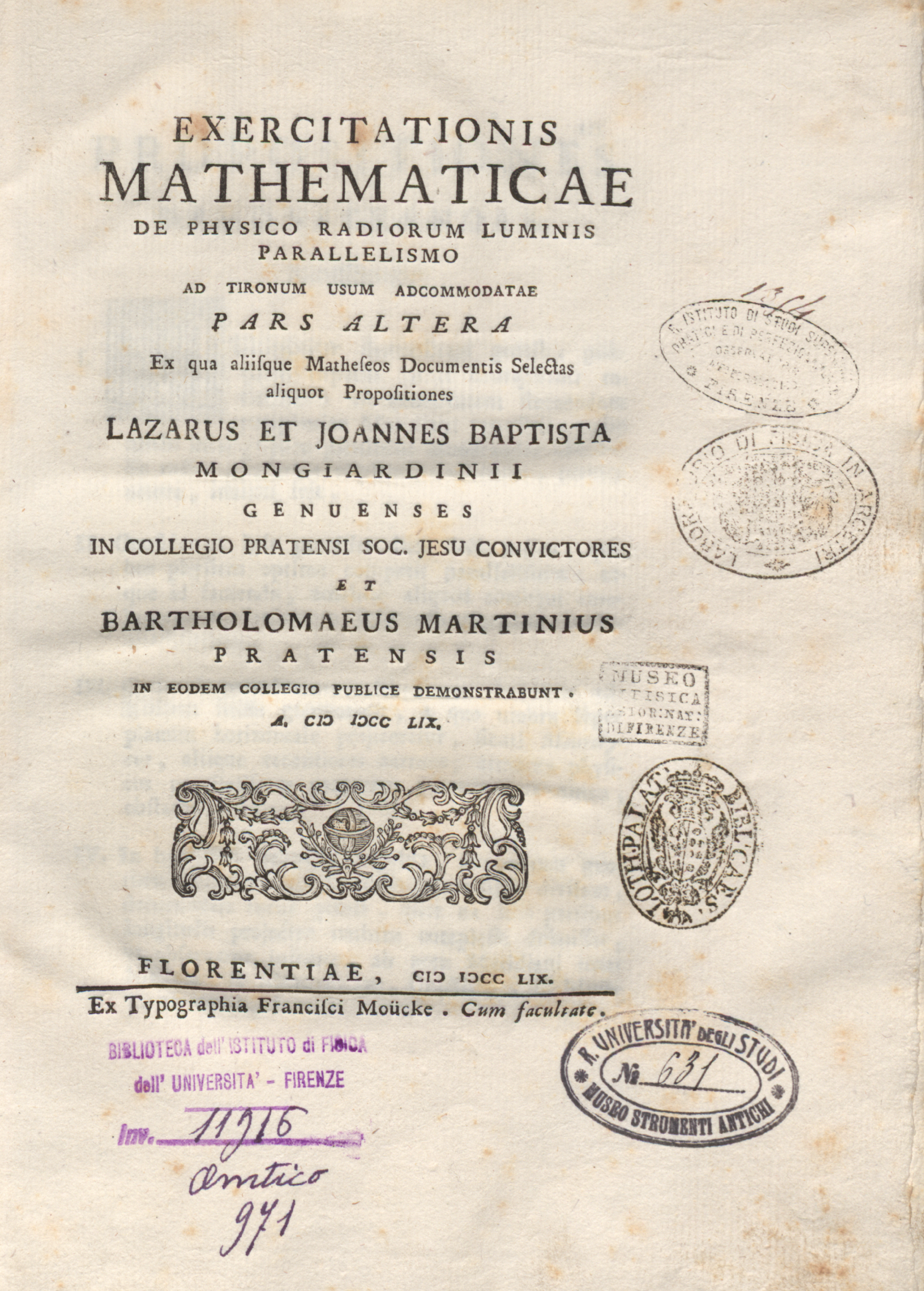
Exercitationis mathematicae, 1759

Lazzaro Mongiardini o Mongiardino (XVIII secolo – inizi del XIX secolo) è stato un matematico e religioso italiano.

## Biografia
Lazzaro Mongiardini fu un padre caracciolino, consultore della Congregazione dei riti dal 1770 al 1801. Fu procuratore generale del proprio Ordine, i Chierici regolari minori, dal 1780 al 1786.
Nel 1797, quando i suoi confratelli dovettero abbandonare la chiesa di Santa Fede a Genova, Mongiardini rimase a reggerla come priore, e vi fu parroco nel 1799; in quell'anno fu cacciato da Santa Fede per ragioni politiche ma vi ritornò l'anno seguente come legittimo parroco, restandovi fino al novembre del 1802, quando fu sostituito da un confratello.

## Opere
- (LA) Exercitationis mathematicae de physico radiorum luminis parallelismo, Firenze, Francesco Moücke, 1759.